# Chaetosphaeria aterrima
Chaetosphaeria aterrima är en svampart som först beskrevs av Karl Wilhelm Gottlieb Leopold Fuckel, och fick sitt nu gällande namn av Réblová 1998. Chaetosphaeria aterrima ingår i släktet Chaetosphaeria och familjen Chaetosphaeriaceae.   Inga underarter finns listade i Catalogue of Life.